# Tjardus Sleeswijk
Tjardus Sleeswijk (Lemmer, 16 juni 1870 - Sneek, 27 januari 1916) was een Nederlands jurist en rechter.

## Biografie
Sleeswijk was een lid van het patriciaatsgeslacht Sleeswijk en een zoon van zeilmaker en touwslager Rienk Sleeswijk (1828-1898), die een broer was van rechter mr. Sikke Sleeswijk (1841-1908), en Jacoba Greidanus (1837-1926). Hij bleef ongehuwd.
In 1907 werd Sleeswijk griffier van de rechtbank Sneek. Dit bleef hij tot 1909 toen hij werd benoemd tot kantonrechter bij het kantongerecht Bolsward hetgeen hij bleef tot zijn overlijden in 1916.